# Entführung einer Let L-410 nach Weiden (Oberpfalz)
Die Entführung einer Let L-410 nach Weiden (Oberpfalz) ereignete sich am 8. Juni 1972. An diesem Tag wurde eine Let L-410A der Slov-Air, mit der ein Flug von Mariánské Lázne nach Lučenec mit Zwischenstopps in Prag und Bratislava durchgeführt werden sollte, von einer Gruppe von Personen entführt, welche den Ersten Offizier Dominik Chrobák unter Androhung von Gewalt dazu zwang, nach Westdeutschland zu fliegen. Dabei kam der Flugkapitän ums Leben. Die Maschine landete schließlich auf dem Verkehrslandeplatz Weiden/Opf.

## Maschine
Bei der betroffenen Maschine handelte es sich um eine Let L-410A aus tschechoslowakischer Produktion. Die L-410 hatte sich in einer Ausschreibung des Rates für gegenseitige Wirtschaftshilfe (RGW) gegen die sowjetische Berijew Be-32 durchgesetzt und kam daher bei Fluggesellschaften in fast allen Mitgliedsländern des RGW zum Einsatz. Die Maschine trug die Werknummer 0004 und die Modellseriennummer 00-04. Die Maschine wurde im Juli 1971 mit dem Luftfahrzeugkennzeichen OK-ADN an die Slov-Air ausgeliefert. Das zweimotorige Regionalverkehrsflugzeug war mit zwei Turboprop-Triebwerken des Typs Walter M601E ausgestattet.

## Insassen
Den Flug nach Prag hatten 14 Passagiere angetreten, von denen jedoch nur vier reguläre Passagiere waren. Die verbliebenen zehn Passagiere bildeten die Entführergruppe. Es befand sich eine zweiköpfige Besatzung an Bord, bestehend aus dem 52-jährigen Flugkapitän Ján Mičica und dem 44-jährigen Ersten Offizier Dominik Chrobák. Auf dem Regionalflug waren keine Flugbegleiter vorgesehen.

## Entführer
Alle Entführer stammten aus Prag und waren zwischen 18 und 22 Jahre alt. Die Gruppe verband die Vorliebe für Underground-Musik.
- Lubomír Adamica (* 30.11.1949) – Initiator der Flugzeugentführung. Er wurde in Trenčín, Slowakei, geboren. Von Anfang 1969 bis Mai 1971 war er im Exil und hielt sich in der Bundesrepublik Deutschland und den USA auf. Er reiste in dieser Zeit nach Hamburg, New York City, San Francisco und nach Hawaii. Während seines Aufenthalts in den USA sammelte er Erfahrungen mit Drogen wie Marihuana, LSD und Heroin. Er wurde in der Vergangenheit auch von Psychiatern betreut, nachdem er zweimal einen Selbstmordversuch unternommen hatte. Nach Angaben westdeutscher und tschechoslowakischer Strafverfolgungsbehörden wurde er als Anführer einer Gruppe von Entführern bezeichnet. Nachdem er wegen Mordes angeklagt worden war, beging er Selbstmord, indem er sich in der Untersuchungshaft erhängte. Im Abschiedsbrief an seine Eltern drückte er sein Bedauern aus.
- Jiří Beran (* 6. Oktober 1950) – vor der Schließung der Grenzen im September 1969 versuchte er zweimal auszuwandern. Nach Verbüßen seiner siebenjährigen Haftstrafe lebte er in München. Beran starb 2010 in Deutschland.
- Milan Trčka (* 21.02.1951) – in der Vergangenheit hielt er sich in Österreich und den USA auf, er kannte Adamica von Reisen in die USA. Während der Untersuchungshaft versuchte auch er, sich das Leben zu nehmen, indem er sich die Venen durchtrennte und Schlaftabletten überdosierte. Nach diesen Selbstmordversuchen wurde er von Psychiatern betreut. Bei der Gerichtsverhandlung wirkte er laut Teilnehmern geistesabwesend, er war psychisch am Boden zerstört, selbst der Vorsitzende Richter Anton Oberndorfer (54) versuchte, ihm während der Verhandlung Mut zuzusprechen. Zu sechs Jahren Haft verurteilt, starb er 1990 in Deutschland.
- Jiří Vochomůrka (* 13.11.1950) – zu sechs Jahren verurteilt, starb 2014.
- František Hanzlík (* 2. August 1951) – zu sechs Jahren verurteilt, starb 1986 in Deutschland.
- Jaromír Dvořák (* 2. November 1952) – hatte in der Tschechoslowakei Probleme mit dem Gesetz wegen Nichtzahlung von Unterhaltsleistungen. Zu fünf Jahren Haft verurteilt.
- Jaromír Kerbl (* 10.04.1953 – 16.08.2018) – zu fünf Jahren verurteilt, kehrte er als einziger der Entführer nach Begnadigung in die Tschechoslowakei zurück, starb 2018.
- Alena Černá (* 12.08.1950) – Verkäuferin, Freundin von Trčka, verschaffte sich die beiden Pistolen, die sie ihrem Vater – einem Mitglied des Geheimdienstes – gestohlen hatte. Eine davon hatte sie ins Flugzeug geschmuggelt. Zu fünf Jahren Haft verurteilt.
- Alena Heinzová (* 19.07.1952) – Krankenschwester, Freundin von Hanzlík, Tochter eines Diplomaten. Zu vier Jahren Haft verurteilt.
- Olga Setnická (* 10. Februar 1954) – sie hatte ein Kind bei sich, zum Zeitpunkt der Entführung erwartete sie mit Vochomůrka ein weiteres, sie schmuggelte eine der Pistolen in einem Kinderwagen an Bord. Zu drei Jahren Haft verurteilt.

## Hergang
Mit der Let wurde an diesem Tag ein routinemäßiger Flug von Prag nach Mariánské Lázne durchgeführt, der ohne besondere Vorkommnisse verlief. Die Maschine startete gegen 16:00 Uhr vom Flughafen Mariánské Lázne zum Rückflug nach Prag. Kurz nach dem Start, als sich die Maschine über dem Knotenpunkt von Becov befand, stürmten zwei Entführer ins Cockpit, von denen einer eine Handfeuerwaffe bei sich trug. Die Entführer verlangten, nach Deutschland geflogen zu werden und drohten den Piloten, sie andernfalls zu erschießen. Bei einem Handgemenge wurde der Flugkapitän Ján Mičica erschossen. Die Entführer forderten, dass die Maschine sofort Kurs auf München nahm. Gleichzeitig griffen acht weitere Entführer die verbliebenen vier Passagiere mit Flaschen an, um den Widerstand eines möglichen Flugsicherheitsbegleiters an Bord zu vermeiden.
Der Erste Offizier teilte den Entführern mit, dass sie nicht genug Treibstoff hätten, um München zu erreichen, und dass er in der nächsten größeren Stadt landen würde. Kurz nachdem die Entführer durch ein Kabinenfenster den Schriftzug „Glasfabrik“ an einem Industriegebäude lesen konnten und Fahrzeuge westlichen Fabrikats auf den Straßen sichteten, wurde auf der nur 600 m langen Landebahn des Flugplatzes in Weiden gelandet.
Alle zehn Entführer (darunter drei Frauen, eine mit Kleinkind) entkamen und wurden später von der Polizei gefasst.

## Folgen
Der Hauptorganisator, Lubomír Adamica, erhängte sich am 14. Januar 1973 in der Haft, nachdem er die Anklageschrift erhalten hatte, in der er des Mordes angeklagt wurde. Die anderen Entführer wurden im Dezember 1973 vom Landgericht Weiden in der Oberpfalz zu Haftstrafen von 3 bis 7 Jahren verurteilt.

## Verbleib der Maschine
Die Maschine wurde kurz nach dem Zwischenfall wieder weiter durch Slov-Air betrieben. Nur zehn Tage nach der Entführung kam es mit derselben Maschine auf derselben Flugstrecke zu einem ähnlichen Zwischenfall, als zwei bewaffnete Entführer die Maschine nach Deutschland entführten, den Ersten Offizier anschossen und eine Landung auf dem Flughafen Nürnberg erzwangen.